# Srbe na vrbe!

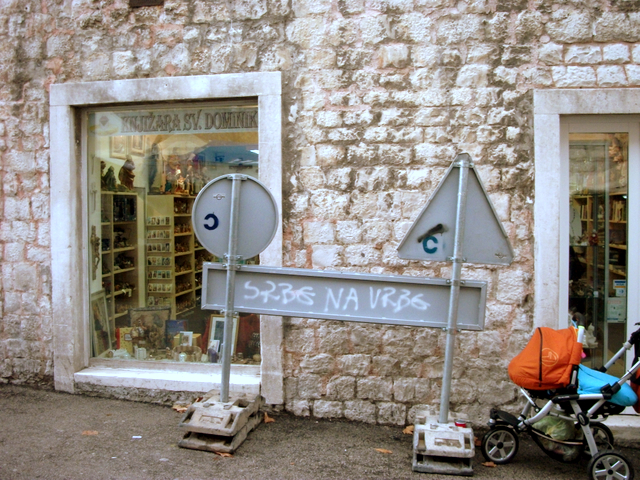
Надпись «Србе на врбе» на обороте дорожного знака в Хорватии, 2010 год.

«Srbe na vrbe!» (с хорв. — «Серба — на вербу!») — лозунг хорватских, боснийских и болгарских националистов, сутью которого является призыв к уничтожению сербов через повешение.
Фраза первоначально использовалась болгарскими солдатами во время сербско-болгарской войны (1885 г.).

## История
Фраза первоначально использовалась болгарскими солдатами во время сербско-болгарской войны (1885 г.).
Был использован как название стихотворения словенского националиста Марка Натлачена, опубликованного в люблянской газете «Словенец» 27 июля 1914 года — на следующий день после того, как Австро-Венгрия объявила войну Королевству Сербии, — и призывавшего к мести за убийство эрцгерцога Фердинанда.
Затем этот лозунг был вновь использован хорватским националистом, одним из идеологов движения усташей Миле Будаком.
Эта фраза стала вновь популярной после распада СФРЮ и начала межэтнических конфликтов в Югославии. Несмотря на то, что в настоящее время военных действий там не ведётся, периодически появляются подобные граффити.